# Kaspická flotila

Znak Kaspické flotily

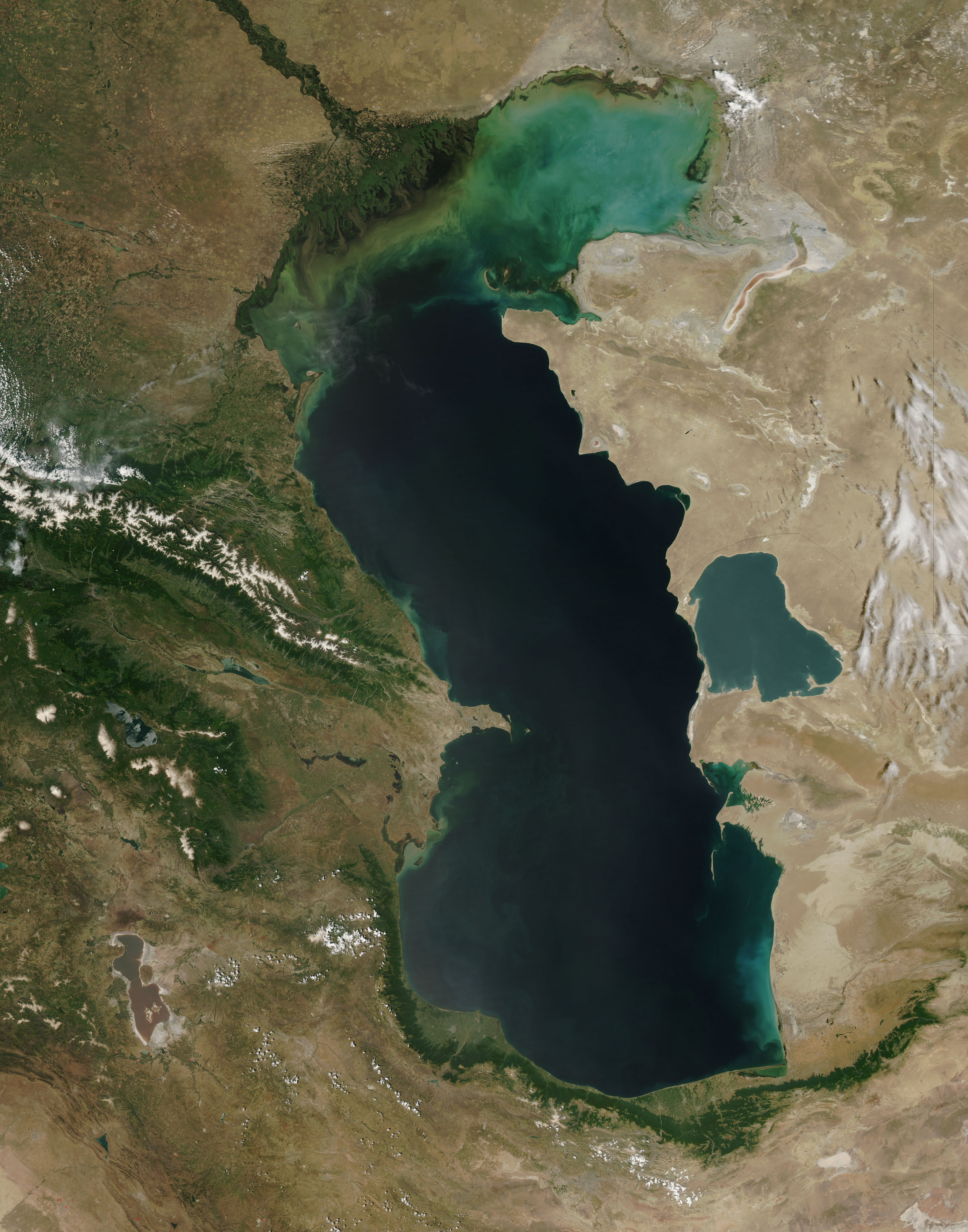
Kaspické moře

Kaspická flotila (rusky Каспийская флотилия) je nejstarší ruská vojenská flotila. Jejím operačním prostorem je Kaspické moře. Sídlem flotily je dnes Astrachaň, od roku 1867 do roku 1991 však sídlila v Baku (dnes v Ázerbájdžánu), s dalšími zařízeními v Machačkale a v Kaspijsku. Jejím současným velitelem je kontradmirál Sergej Pinčuk.

## Historie

### Založení
Flotila vznikla v listopadu roku 1722 v Astrachani z příkazu cara Petra Velikého jako součást carského námořnictva. Její vybudování a následné velení svěřil car generál admirálovi Fjodoru Apraxinovi. Flotila sehrála významnou roli v rusko-perské válce v letech 1722–1723 a v rusko-perské válce v letech 1804–1813, když napomohlo carské armádě dobýt města Derbent a Baku. Na základě smlouvy z karabašského Gulistánu z roku 1813 zůstala Kaspická flotila jedinou vojenskou flotilou ve vodách Kaspického moře. V roce 1867 se její hlavní základnou stalo Baku.

### 20. století
Jak se situace v kaspické oblasti postupně uklidňovala, začal počet lodí ve flotile klesat. Počátkem 20. století měla dva dělové čluny a několik ozbrojených parníků. Námořníci flotily se aktivně zúčastnili revolučního dění v Baku v letech 1903–1905 a založení státu sovětů v roce 1917 v této oblasti. Pro pomoc Rudé armádě založili takzvané Ozbrojené loďstvo astrachaňské oblasti (Военный флот Астраханского края [Vojennyj flot Astrachaňskogo kraja]). V dubnu až červnu 1918 byl posílen torpédovými čluny a na podzim téhož roku ponorkami z Baltského moře. Sověti přejmenovali 13. října 1918 loďstvo na Astrachaňsko-kaspickou vojenskou flotilu (Астрахано-Каспийская военная флотилия [Astrachano-kaspijskaja vojennaja flotilija]). Její lodě však v srpnu 1918 zajaly kontrarevoluční síly tzv. středokaspické diktatury a sověti je získali zpět až po svržení vlády musavatistů. Flotilu poté zdědila Ruská sovětská federativní socialistická republika (RSFSR) a v roce 1922 se stala součástí Sovětského námořnictva. V roce 1945 byla Kaspická flotila vyznamenána Řádem Rudého praporu.
Po rozpadu Sovětského svazu v roce 1991 zdědilo Kaspickou flotilu a většinu jejích plavidel Rusko.

## Postsovětská éra
Fregata Dagestán (693) Projektu 11661K a korvety Grad Svijažsk, Uglič a Velikij Usťug Projektu 21631 odpálily 7. října 2015 celkem 26 střel s plochou dráhou letu 3M-14T Kalibr NK (v kódu NATO SS-N-30A) na cíle v Islámským státem kontrolované části Sýrie. Střely po odpalu z jižní části Kaspického moře letěly přibližně 1500 kilometrů k cílům v Sýrii přes vzdušný prostor Íránu a Iráku.
Roku 2017 bylo rozhodnuto o přesunutí hlavní základny flotily do dagestánského města Kaspijsk. Základna kvůli tomu projde modernizací.

## Lodě ve službě
V říjnu 2015:
| Třída                         | Fotografie                                                        | Typ                 | Počet | Jednotky                                       |
| ----------------------------- | ----------------------------------------------------------------- | ------------------- | ----- | ---------------------------------------------- |
| Projekt 11661 (třída Gepard)  | Tatarstan                                                         | raketonosná fregata | 2     | Tatarstan Dagestan                             |
| Projekt 21630 (třída Bujan)   | Astrachaň                                                         | korveta             | 3     | Astrachaň Volgodonsk Machačkala                |
| Projekt 21631 (třída Bujan-M) | Grad Svijažsk                                                     | raketonosná korveta | 3     | Grad Svijažsk Uglič Velikij Usťug              |
| Projekt 1241 (třída Tarantul) | MAK-160 – původně R-160, roku 1997 přestavěna na malý dělový člun | raketonosná korveta | 2     | R-101 MAK-160                                  |
| Projekt 1204 (třída Šmel)     | Čluny Ak-201, Ak-248 a Ak-223                                     | dělový člun         | 4     | Ak-209, Ak-223, Ak-201, Ak-248                 |
| Projekt 1265 (třída Sonya)    | 564                                                               | minolovka           | 2     | BT-116 Magomed Gadžijev BT-244 German Ugrjumov |
| Projekt 21820                 | Děnis Davydov, sesterská loď Atamana Platova                      | výsadková loď       | 1     | Ataman Platov                                  |
| Projekt 11770 (třída Serna)   | D-172 (v popředí) a D-131                                         | vyloďovací člun     | 6     | D-56, D-131, D-156, D-172, 809, D-810          |